# Geron Williams
Geron Oliver Williams (Georgetown, 23 mei 1991) is een Guyaans voormalig wielrenner die in 2014 en 2015 reed voor Champion System-Stan's NoTubes.
Williams deed mee aan de Gemenebestspelen van 2010 en 2014. In 2010 eindigde hij in de wegrit op plek 31, vier jaar later reed hij de rit niet uit.

## Overwinningen
2009
 Guyaans kampioen op de weg, junioren
2013
4e etappe Ronde van Trinidad en Tobago
2014
 Guyaans kampioen op de weg, elite
2016
 Guyaans kampioen op de weg, elite

## Ploegen
- 2014 –  Champion System-Stan's NoTubes (vanaf 1-7)
- 2015 –  Champion System-Stan's NoTubes